# Змеёвка поздняя
Змеёвка поздняя, или Змеёвка прямая (лат. Cleistogenes serotina), — вид травянистых растений рода Змеёвка (Cleistogenes) семейства Злаки (Poaceae).

## Ботаническое описание

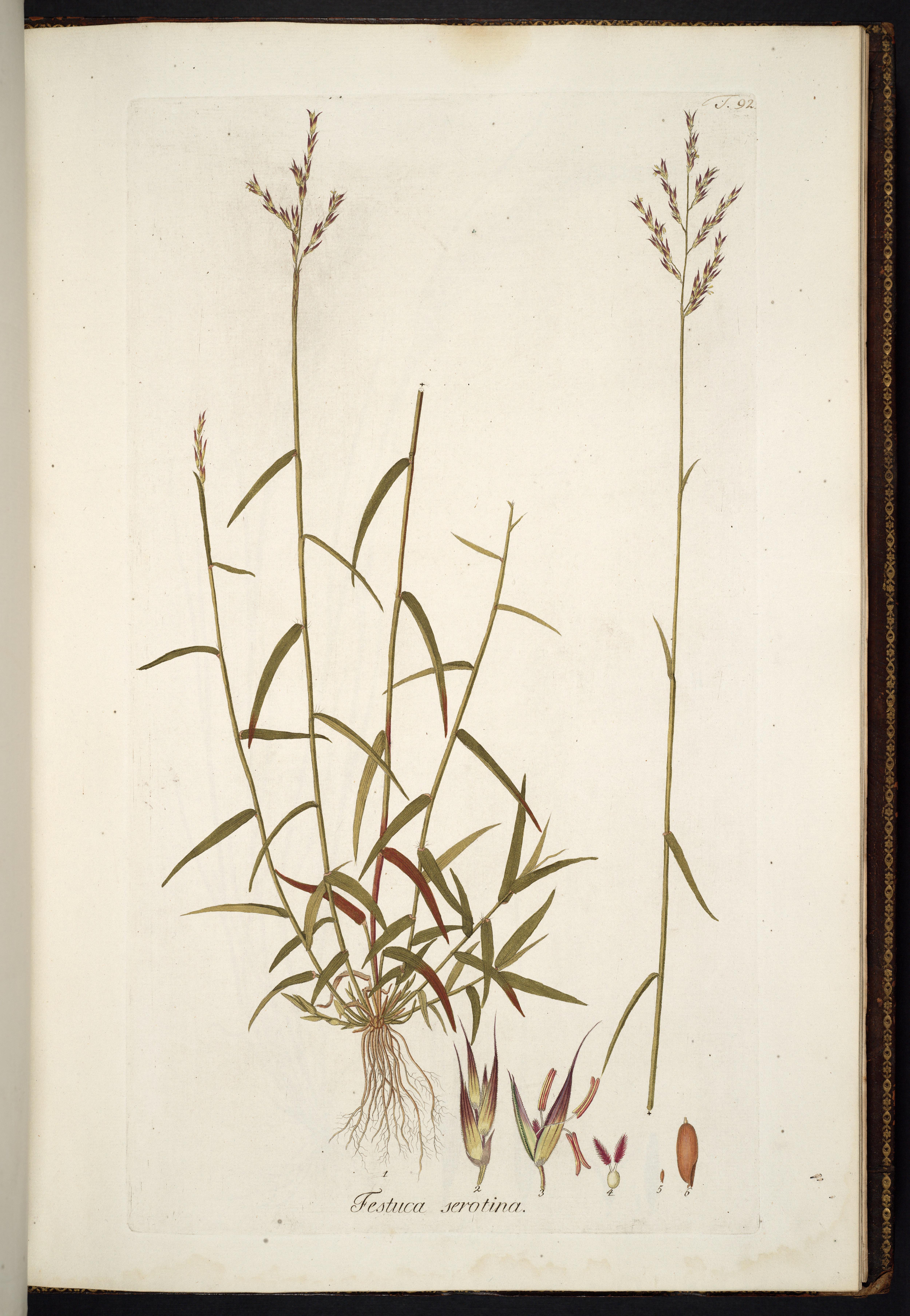

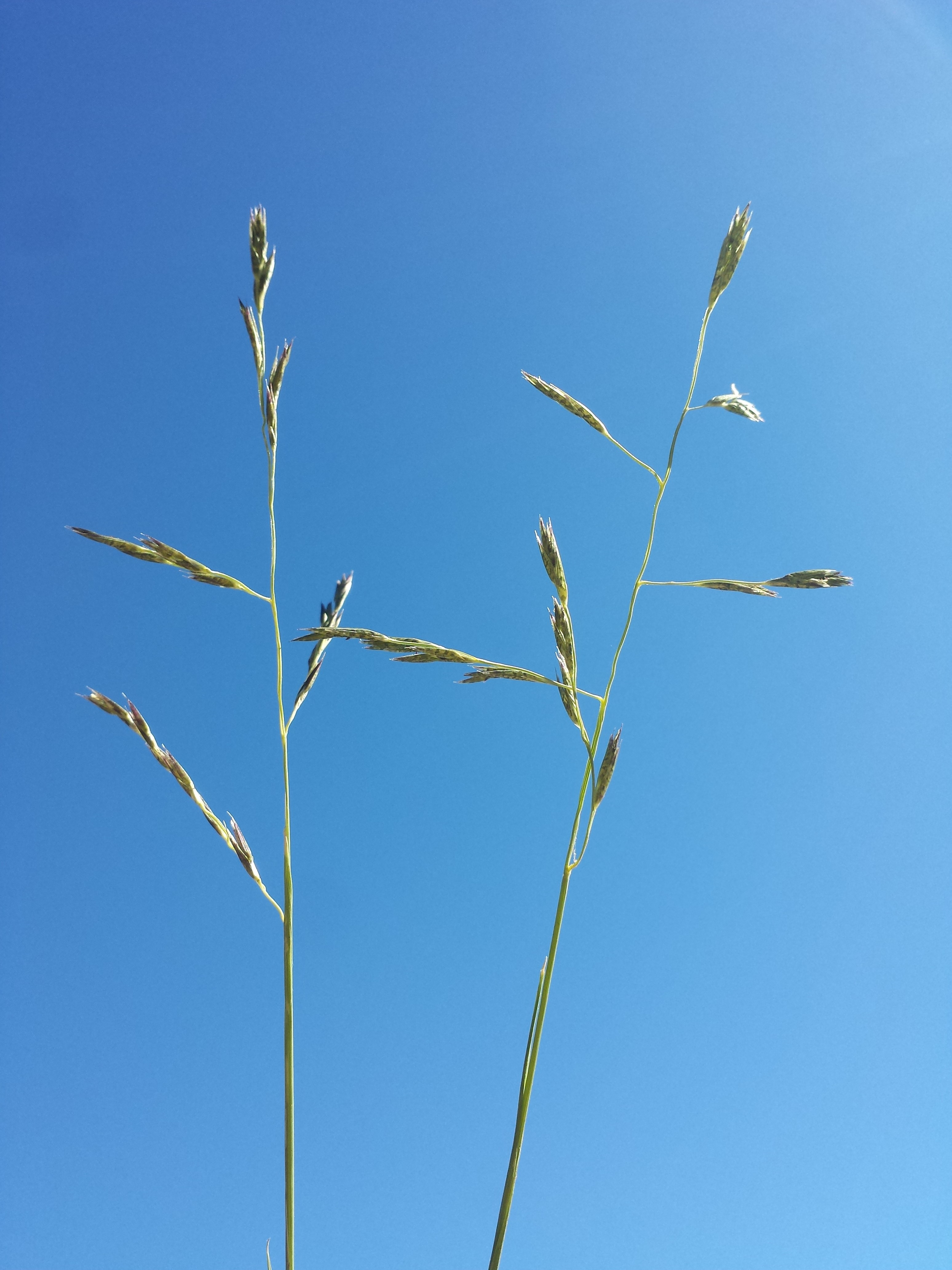
Соцветия

Многолетние травянистые растения. Корневище укороченное с короткими побегами, стебли скучены в рыхлые дерновинки, 25—60 см высотой и ⅔—1¼ мм толщиной, сплюснутые и прямые, густо облиственные до самой верхушки или до соцветия. Листья плоские, жёсткие, 2—7 см длиной и 2—4 мм шириной, по краям, иногда и на поверхности, преимущественно у верхних листьев, остро-шероховатые или же почти гладкие.
Метёлка рыхлая, с шероховатыми ветвями, 4—10 см длиной и 1,5—3,5 см шириной, с 10—25 колосками. Колоски 3—5-цветковые; колосковые чешуйки неравные: верхняя около 4 мм длиной, почти вдвое длиннее и шире нижней. Прицветные чешуйки желтовато-зеленоватые, реже на верхушке слегка фиолетово-покрашенные, у нижнего в колоске цветка 5—6 мм длиной; наружная почти одинаковой длины с внутренней или немного длиннее, с короткой остью — 0,5—1,5 мм длиной. 2n=40.

## Синонимы
- Agrostis serotina (L.) L. (1767)
- Bromus strictus Scop. (1771)
- Diplachne patula St.-Lag. (1889)
- Diplachne serotina (L.) Link (1827)
- Diplachne serotina var. clandestina Balansa (1874)
- Festuca serotina L. (1762)basionym
- Kengia serotina (L.) Packer (1960)
- Melica nodosa Piller & Mitterp. (1783)
- Molinia serotina (L.) Mert. & W.D.J.Koch (1823)
- Schedonorus serotinus (L.) P.Beauv. (1812)